# 탄리 (배우)
탄리(일본어:  淡梨, 1997년 8월 10일 ~ )는 일본의 배우로, 효고현 고베시 출신이며, 정글 소속이다.